# グッドナイト・ウィーン (曲)
「グッドナイト・ウィーン」(英語:  It's All Down To Goodnight Vienna )は、1975年にシングルとして発売されたリンゴ・スターの楽曲である。

## 解説
この曲は1974年、新しいアルバムのレコーディングに際してスターから楽曲の提供を依頼されたジョン・レノンが書き下ろしたものである。アルバム『心の壁、愛の橋』のレコーディングの準備を進めていたレノンは、セッション・ミュージシャンとデモを録音してスターのもとに届けた。
歌詞はロサンゼルスのナイトクラブでの一件をもとにしたもので、レノンらしく俗語を巧みに用いながら二重の意味を持たせている。
題名は「逃げ出す羽目になってしまった」という意味である。「Goodnight Vienna」は「ずらかるぞ (I'm getting out of here.)」という意味の俗語で、スターやレノンの故郷リバプールなどイングランド北方で使われている。元々イギリスでは、現在行っていることを継続しても困難が回避できないことが判明している状況での「もうおしまいだ (It's all over.)」という意味でよく使われている。転じて、その場にいることが無駄もしくは危険だから「ここから立ち去るぞ」という意味で使われている。「Goodnight Vienna」というフレーズは、1932年にエリック・マシュヴィッツが書いたラジオ・オペレッタのタイトルとして登場し、後に同名のミュージカル映画が作られた。しかし、これが現在使われている「全て終わった」という意味の表現となった理由は定かではない。
なお、邦題の「ウィーン」は元々ドイツ語の「Wien」をローマ字式に読んだ、実際の発音とは異なった、日本でのみ使われているカタカナ言葉である。
アルバムでは、オープニングを飾るヴァージョンとエンディングを締めくくるリプライズ・ヴァージョンの2テイクが収録されているが、シングル・ヴァージョンはこの2つを繋ぎ合わせたものである。2007年に発売された『フォトグラフ:ザ・ヴェリー・ベスト・オブ・リンゴ・スター』には、このシングル・ヴァージョンが収録されている。
アメリカでは1975年6月にアルバムからの3枚目のシングルとしてリリースされ、「ビルボード」誌では、7月12日から2週連続最高位31位を獲得している。

## 参加ミュージシャン
- リンゴ・スター - ボーカル、ドラムス
- ジョン・レノン -  ピアノ
- ジム・ケルトナー – ドラムス
- ビリー・プレストン - クラヴィネット
- ロン・ヴァン・イートン - ギター
- ジェシ・エド・デイヴィス - ギター
- トレヴァー・ローレンス - ホーン
- スティーヴ・マダイオ[注釈 4] - ホーン
- ボビー・キーズ - ホーン
- クライディー・キング - バッキング・ボーカル
- ザ・ブラックベリーズ - バッキング・ボーカル

## チャート

### 週間チャート
| チャート (1975)                 | 順位 position |
| ------------------------------- | ------------- |
| アメリカ Billboard Hot 100      | 31            |
| カナダ Canadian RPM Top Singles | 13            |